# Melitaea postogygia
Melitaea postogygia är en fjärilsart som beskrevs av Ruggero Verity 1938. Melitaea postogygia ingår i släktet Melitaea och familjen praktfjärilar. Inga underarter finns listade i Catalogue of Life.